# Wimberley, Texas
Wimberley là một thành phố thuộc quận Hays, tiểu bang Texas, Hoa Kỳ. Năm 2010, dân số của xã này là 2626 người.

## Dân số
- Dân số năm 2000: người.
- Dân số năm 2010: 2626 người.